# Basian
Basian (en francès Bazian) és un municipi francès situat al departament del Gers i a la regió d'Occitània.

## Geografia

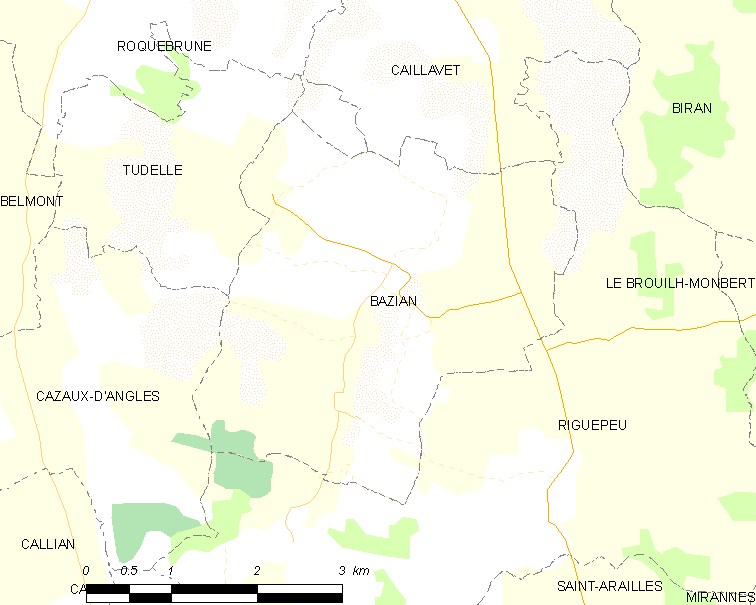
Mapa de la comuna de Basian

## Administració i política

### Alcaldes
| Període   | Identitat            | Partit        |
| --------- | -------------------- | ------------- |
| 1884-1888 | Gérard Fieux         |               |
| 1888-1893 | Adrien Maurens       |               |
| 1893-1896 | Bertrand Berges      |               |
| 1896-1912 | Othon de Barry       |               |
| 1912-1933 | Léon Magne           |               |
| 1933-1945 | Victor Labat         |               |
| 1945-1965 | Gustave Saint Martin |               |
| 1965-1995 | Elie Rey             |               |
| 1995-2008 | Jacques Couzinet     | Divers gauche |
| 2008-     | Alain Dadalt         |               |

## Demografia
| 1962                                       | 1968 | 1975 | 1982 | 1990 | 1999 | 2006 |
| ------------------------------------------ | ---- | ---- | ---- | ---- | ---- | ---- |
| 166                                        | 171  | 133  | 129  | 114  | 102  | 109  |
| Des de 1962: població sense dobles comptes |      |      |      |      |      |      |